# Displasia ectodermica ipoidrotica
La displasia ectodermica ipoidrotica è una dei 150 tipi di displasia ectodermica ad ora identificate.

## Sintomatologia
Prima della nascita, gli individui affetti da tale patologia presentano uno sviluppo anormale della pelle, delle ghiandole sudoripare, dei capelli, denti ed unghie. La maggior parte delle persone affette da questa patologia presenta problemi nella sudorazione a causa della mancata produzione di sudore per la presenza di un esiguo numero di ghiandole sudoripare. Poiché una delle vie di termoregolazione umana è la produzione di sudore, la sua assenza può causare ipertermia. I capelli di solito sono assenti, o presenti in maniera molto folta e di colore chiaro. I denti sono anch'essi malformati, assenti o se presenti di piccole dimensioni.

## Genetica
La patologia sembra essere causata da mutazioni sui geni chiamati EDA (x-linked), EDAR, e EDARADD (autosomici), i quali hanno la funzione di coordinare la produzione di proteine necessarie per lo sviluppo corretto ed equilibrato dell'ectoderma embrionale.

## Trattamento e cure
Nel gennaio 2013, Edimer Pharmaceuticals, una società di biotecnologie con sede a Cambridge, MA, USA, ha avviato uno studio di Fase I, in aperto, di sicurezza e farmacocinetica clinical study di EDI200, un farmaco volto per il trattamento di XLHED. Durante lo sviluppo in topi e cani EDI200 ha dimostrato di sostituire la proteina alterata o mancante risultante dalla mutazione EDA che causa XLHED. Un secondo studio su neonati con XLHED ha testato la proteina sintetica in 10 soggetti tra il 2013 e il 2016 in 6 siti negli Stati Uniti e in Europa. Poiché il gruppo trattato "non ha riscontrato cambiamenti significativi nella funzione delle ghiandole sudoripare e altri marcatori precoci di attività biologica", è stata presa in considerazione la somministrazione prenatale del farmaco .
A seguito degli studi Edimer, il dottor Holm Schneider, il ricercatore principale di questi studi che hanno indicato una sicurezza sufficiente della proteina sostitutiva, iniettato EDI200 tramite amniocentesi con un migliore sviluppo delle gemme dentali e ghiandole sudoripare rispetto al test postnatale e capacità di sudorazione persistente in tutti e tre i ragazzi trattati.